# Michael Fritzen

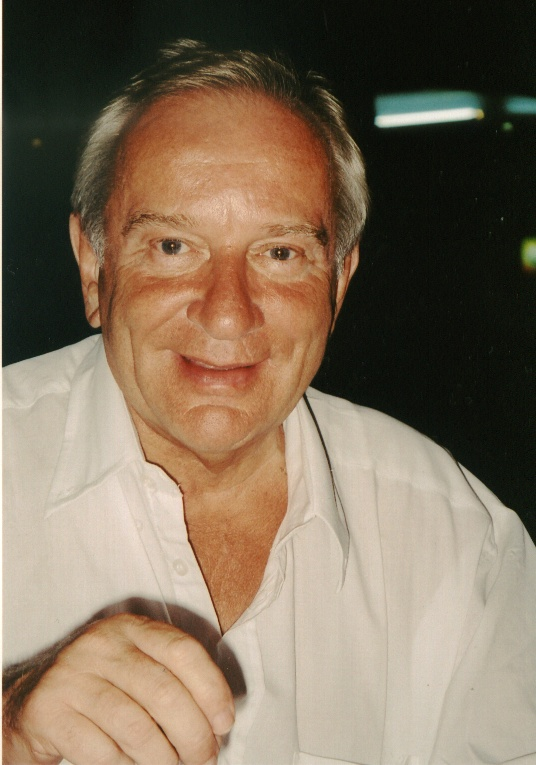
Michael Fritzen

Michael Fritzen (* 19. Mai 1938 in Rötha; † 23. Februar 2024 in Rüdersdorf) war ein deutscher Musiker, Sänger, Texter und Bandleader.

## Musikalische Entwicklung

### Michael Fritzen Quartett
Nach einem Studium als Musiklehrer gründete Michael Fritzen 1963 eine eigene Band, das Michael Fritzen Quartett, zu dem auch der Bassist Wolfgang Eddy Greiser gehörte. Zeitweilig auch als Quintett und Sextett besetzt, hatte sich die Formation dem Jazz verschrieben. Weitere Mitglieder waren: Ernest Olah, Klaus Koch und Wolfgang Winkler. Mit dem Durchbruch der Beatbewegung in der DDR Mitte der 1960er Jahre wandte er sich der modernen Tanzmusik zu, die damals auch als „Big Beat“ bezeichnet wurde. Zu den bekanntesten frühen Beataufnahmen im DDR-Rundfunk gehörte der Titel Twisten, aufgenommen am 15. März 1965. 1969 veröffentlichte das DDR-Label Amiga auf der dritten Platte ihrer Reihe Modern Jazz Studio Aufnahmen mit dieser Formation.

### Sputniks
Kurz nach der Einspielung von Twisten wechselte Fritzen als Saxophonist zu den Sputniks und gehörte der Band bis zu deren Auflösung Anfang 1966 an. Die Sputniks gehörten damals zu den führenden Beatbands in der DDR und waren dem zunehmenden Druck der DDR-Behörden auf die Beatbewegung Ende 1965 in besonderer Weise ausgesetzt. Mit den Sputniks ist Fritzen auf der LP Die frühen Jahre zu hören.

### Jazz Optimisten Berlin
Fritzen schloss sich daraufhin den Jazz Optimisten Berlin an. Diese Band gehörte damals zu den erfolgreichsten Dixieland-Bands der DDR und arbeitete mit den Solisten Ruth Hohmann und Manfred Krug zusammen.

### Fritzens Dampferband
Im April 1975 gründete Fritzen gemeinsam mit Achim Mentzel (Gitarre, Gesang) die Fritzens Dampferband. Zu den Bandmusikern, mit denen er bereits sei 1973 als Fritze Fritzen & seine Riesen (mit Gerd-Christian Biege als Sänger) tourte, gehörten weiterhin: Fritze Born, Jürgen Schneider, Christian Kardaetz und der Keyboarder Bernd Müller. Die Berliner Rockband verstand sich selbst als Spassband und wurde dank der häufigen Präsenz in Rundfunk und Fernsehen sehr rasch landesweit bekannt. Für die Popularität dieser Band sorgte vor allem Nina Hagen, die samt ihrem Erfolgshit Du hast den Farbfilm vergessen von der Gruppe Automobil zur Dampferband gewechselt war. Ebenso wie Nina Hagen startete auch Gerd-Christian Biege (Gesang) nach dem Ausscheiden aus der Band eine erfolgreiche Solokarriere. Als 1977 auch noch Achim Mentzel die Band verlassen hatte, übernahm Fritzen den Gesangspart und machte sich durch das Nachsingen von Udo-Lindenberg-Liedern als „der ostdeutsche Udo“ einen Namen. 1980 wurde die Band umstrukturiert und bestand fortan aus Michael Fritzen, Bärbel Müller, Detlef Gebert, Christian Kardaetz (* 1940), Jürgen Schneider (* 1938), Kurt Klinkmüller (* 1922), Detlef Weiland (* 1948) und Wolf Baki.
Amiga veröffentlichte zwei Singles der Band mit Nina Hagen und eine weitere in ihrer Reihe Quartett.
Fritzen hat etwa 125 Lieder für die Dampferband komponiert, getextet, arrangiert und produziert. Davon sind circa 100 in den beiden staatlichen Lektoraten der früheren DDR abgelehnt worden.
Als Fritzens Ausreiseantrag 1984 bewilligt wurde, nannte die Band sich in Berliner Dampferband um.
2005 war Fritzens Dampferband nochmals in Originalbesetzung in der Fernsehsendung Wiedersehen macht Freude des MDR zu erleben, allerdings ohne Achim Mentzel, dessen Gesangsstimme Michael Fritzen übernahm.

### Swing Duo/Fritzens Swing Band
In der Bundesrepublik Deutschland arbeitete Fritzen als Grundschullehrer. Im Jahre 1990 nach der politischen Wende in der DDR nutzte er die Chance, nach Berlin (Ost) zurückzukehren, und widmete sich wieder der Musik. Es entstand das Swing Duo, in dem Fritzen Saxophon und Hubert Katzenbeier Geige und Posaune spielt. Das Duo, zeitweilig durch weitere Musiker ergänzt, spielte Swing und Dixieland. In der Swing Band spielten neben Fritzen und Katzenbeier Christoph Adams (Gesang, Piano), Gerd Lübcke (Gitarre) und der Schlagzeuger Wolfgang Winkler.

### Buchveröffentlichung
2013 hat Michael Fritzen seine Autobiografie unter dem Namen geschmacklos, aber geil als E-Book veröffentlicht.

## Diskografie
- 1969: Modern Jazz Studio Nr.3
- 1974: Hatschi waldera
- 1975: Wir tanzen Tango
- 1977: Plim plim
- 1982: Die frühen Jahre